# Ernst Doblhofer
Ernst Doblhofer (* 2. September 1919 in Eferding; † 25. Dezember 2002 in Graz) war ein österreichischer Klassischer Philologe.

## Leben
Ernst Doblhofer bestand 1937 in Steyr die Matura, konnte jedoch sein Studium wegen des Militärdienstes nicht beginnen. 1942 kehrte er schwer verwundet von der Front zurück und begann ein Studium der Klassischen Philologie, Geschichte, Anglistik und Germanistik an der Universität Wien. Bereits 1943 wurde er erneut zum Zweiten Weltkrieg eingezogen. Ab 1945 setzte er sein Studium an der Universität Graz fort, wo er das Studium 1948 mit der Promotion abschloss.
Anschließend arbeitete Doblhofer als Gymnasiallehrer (ab 1955 Gymnasialprofessor) am Akademischen Gymnasium in Graz. Nebenbei veröffentlichte er Übersetzungen aus dem Englischen und hielt Lehrveranstaltungen an der Universität Graz ab, wo er sich 1964 habilitierte. 1971 wurde er als Nachfolger von Erich Burck auf den Lehrstuhl für Latinistik an der Universität Kiel berufen, wo er bis zu seiner Emeritierung 1984 wirkte. Seinen Ruhestand verbrachte er in Graz.

## Veröffentlichungen
Doblhofer ist neben seinen zahlreichen Übersetzungen hauptsächlich für zwei Werke bekannt: Horaz in der Forschung nach 1957 (Wissenschaftliche Buchgesellschaft Darmstadt 1992) und die Abhandlung Zeichen und Wunder. Die Entzifferung alter Schriften und Sprachen (erstmals 1957 bei Paul Neff in Wien, als dtv-Taschenbuch 1964), die mehrere Auflagen erlebte und ins Englische, Französische, Italienische, Niederländische, Russische, Slowakische, Ungarische, Portugiesische und Japanische übersetzt wurde. 1993 erschien im Reclam-Verlag eine vom Verfasser aktualisierte Neuausgabe, die 2016 nachgedruckt wurde (ISBN 978-3-15-020415-3).